# 11月7日 (旧暦)
旧暦11月7日（きゅうれきじゅういちがつなのか）は旧暦11月の7日目である。六曜は大安である。

## できごと
- 正暦元年（ユリウス暦990年11月26日） - 永祚より正暦に改元
- 建武3年/延元元年（ユリウス暦1336年12月10日） - 足利尊氏が是円・真恵兄弟らに諮問し『建武式目』を制定。室町幕府が成立
- 寛永11年（グレゴリオ暦1634年12月26日） - 伊賀越仇討。渡辺数馬が河合又五郎らと決闘。荒木又右衛門が助太刀（鍵屋の辻の決闘）
- 嘉永6年（グレゴリオ暦1853年12月7日） - 江戸幕府が中浜万次郎（ジョン万次郎）を普請役格に登用
- 嘉永7年（グレゴリオ暦1854年12月26日） - 豊予海峡地震

## 誕生日
- 天正7年（ユリウス暦1579年11月25日） - 毛利秀元、長府藩主（+ 1650年）

## 忌日
- 景行天皇60年（ユリウス暦130年12月24日） - 景行天皇、12代天皇・日本武尊の父
- 寛永5年（グレゴリオ暦1628年12月2日） - 小野忠明、剣術家、将軍家指南役